# Parallélisme (géométrie)
Pour les articles homonymes, voir Parallélisme et Parallèle.
 (octobre 2020).
Si vous disposez d'ouvrages ou d'articles de référence ou si vous connaissez des sites web de qualité traitant du thème abordé ici, merci de compléter l'article en donnant les références utiles à sa vérifiabilité et en les liant à la section « Notes et références ».

Deux droites AB et CD décrites comme parallèles à l'aide du symbole correspondant.

En géométrie affine, le parallélisme est une propriété relative aux droites, aux plans ou plus généralement aux sous-espaces affines. La notion de parallélisme a été initialement formulée par Euclide dans ses Éléments, mais sa présentation a évolué dans le temps, passant d'une définition axiomatique à une simple définition.

## Historique

### Éléments d'Euclide

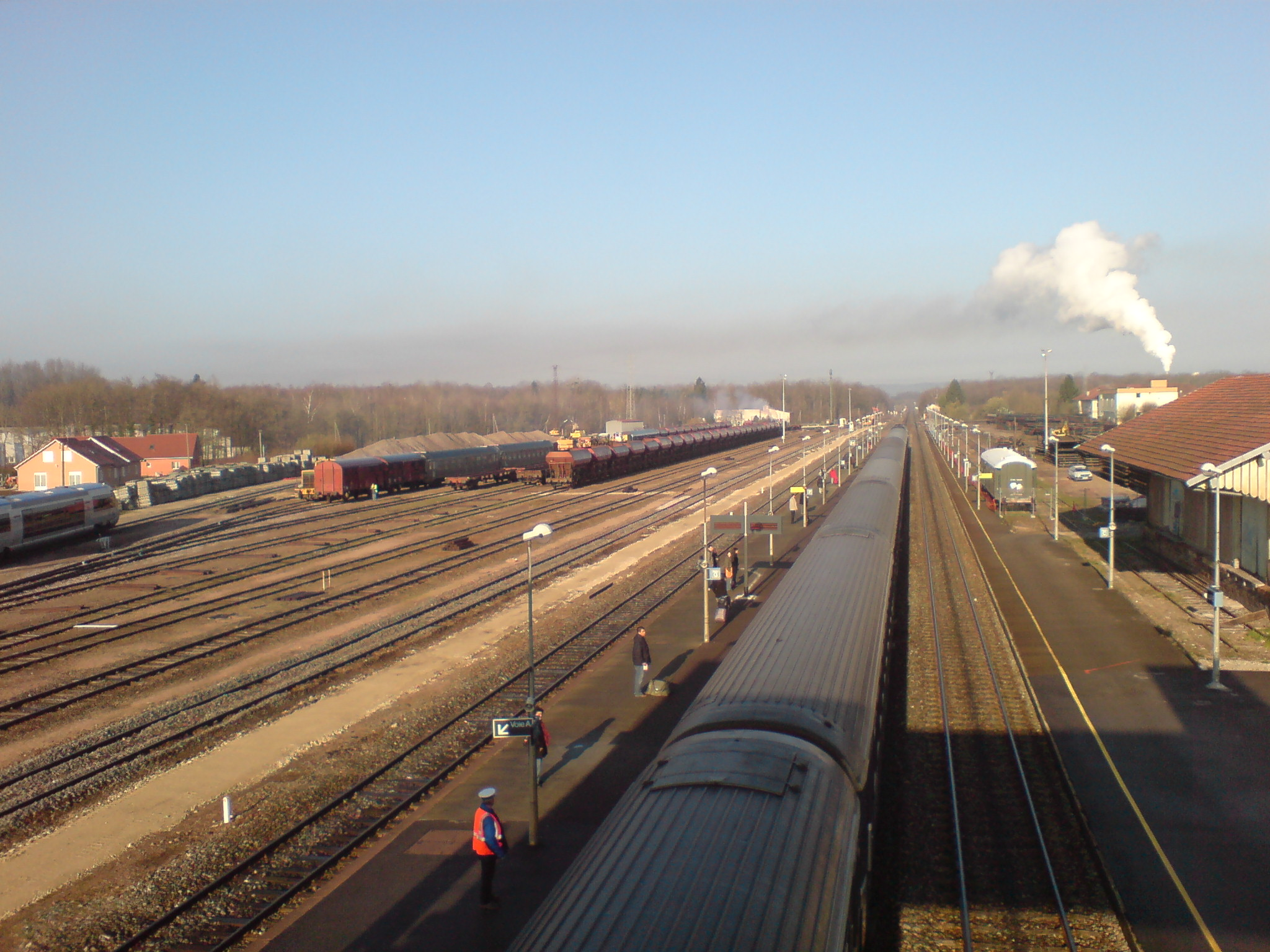
Les rails d'un chemin de fer rectiligne constituent une définition ostensive de ce que sont des droites parallèles.

La notion de parallélisme est introduite dans le Livre I des Éléments d'Euclide. Pour Euclide, une droite s'apparente plutôt à un segment. 
- Définition 35 : « Les parallèles sont des droites qui, étant situées dans un même plan, et étant prolongées à l'infini de part et d'autre, ne se rencontrent ni d'un côté ni de l'autre. »
- Proposition 27 : « Si une droite, tombant sur deux droites, fait des angles alternes égaux entre eux, ces deux droites seront parallèles. »
- Proposition 31 : « Par un point donné, il passe au moins une parallèle à une droite donnée. »

Le postulat 5 : « Si une droite, tombant sur deux droites, fait les angles intérieurs d'un même côté plus petits que deux droits, ces droites, prolongées à l'infini, se rencontreront du côté où les angles sont plus petits que deux droits. » permet de prouver :
- l'unicité de la parallèle à une droite donnée passant par un point donné ;
- la proposition 29 : « Si deux droites sont parallèles, toute droite coupant l'une et l'autre, forme avec celle-ci des angles alternes égaux. » ;
- la proposition 30 : « Deux droites distinctes parallèles à une même droite sont parallèles entre elles. » ;
- la proposition 32 : « La somme des angles d'un triangle est égale à 180°. » ;
- la proposition 33 : « Deux droites qui joignent des mêmes côtés de droites parallèles et de même longueur sont parallèles et de même longueur. » (la figure tracée dans la proposition 33 est un parallélogramme) ;
- la proposition 34 : « Les côtés opposés et les angles opposés dans un parallélogramme sont égaux, et la diagonale coupe le parallélogramme en deux triangles égaux. ».

Si le postulat 5 permet bien de démontrer toutes les propriétés usuelles de notre espace familier, il n'en reste pas moins qu'il semble moins "évident" que les autres, et que de nombreuses tentatives ont été faites pour le démontrer à partir de postulats plus simples. C'est leur échec répété qui a finalement amené à la découverte des géométries non euclidiennes.

### La définition deClairaut
Dans ses Éléments de géométrie (1765), Clairaut définit deux droites parallèles comme étant équidistantes l'une de l'autre. Cependant, le fait qu'une courbe équidistante d'une droite soit elle-même une droite est une propriété dont la preuve nécessite d'admettre le cinquième postulat d'Euclide (en géométrie hyperbolique, cette propriété définit une nouvelle famille de courbes, les hypercycles).

## Engéométrie affine
La géométrie moderne définit la notion de parallélisme dans le cadre de la géométrie affine.

### En géométrie affine plane
Une droite est définie par un point et un vecteur directeur. Deux droites sont dites parallèles si et seulement si leurs vecteurs directeurs sont colinéaires. Il apparait alors que deux droites confondues sont parallèles selon cette définition  alors qu'elles ne l'étaient pas selon la définition d'Euclide. Deux droites distinctes parallèles sont alors appelées strictement parallèles.

### Relation d'équivalence
En acceptant de considérer des droites confondues comme parallèles, la relation de parallélisme est alors :
- réflexive : une droite est parallèle à elle-même ;
- symétrique : si une droite (d) est parallèle à une droite (d') alors la droite (d') est parallèle à la droite (d) ;
- transitive : si une droite (d) est parallèle à (d') et si (d') est parallèle à (d") alors (d) est parallèle à (d").

Cela permet de dire que la relation de parallélisme est une relation d'équivalence dont les classes d'équivalence sont les directions des droites.

### Dans unespace affinede dimension 3
Dans un espace affine, deux plans sont définis par un point et deux vecteurs directeurs non colinéaires.
Deux plans sont parallèles si et seulement si les quatre vecteurs directeurs sont coplanaires. Dans un espace de dimension 3, deux plans sont ou bien parallèles (sans points communs ou confondus) ou bien sécants suivant une droite.
Une droite est parallèle à un plan si et seulement si les trois vecteurs directeurs (les deux du plan et celui de la droite) sont coplanaires (avec cette définition, une droite contenue dans un plan lui est parallèle). 
Dans un espace de dimension 3, étant donnés une droite et un plan, ou bien la droite est parallèle au plan, ou bien la droite et le plan sont sécants suivant un point.
Contrairement aux précédentes, la relation de parallélisme droite/plan n'est pas transitive ; ainsi, deux plans peuvent être parallèles à une même droite Δ sans l'être entre eux (mais alors, leur droite d'intersection sera parallèle à Δ).

#### Remarque
Contrairement à ce qui se passe dans le plan (espace affine de dimension 2) deux droites de l'espace de dimension 3 peuvent ne pas être sécantes sans pour autant être parallèles. Deux telles droites (autrement dit : deux droites non coplanaires) sont dites droites gauches.

### Dans un espace affine de dimension n
Un sous-espace affine de dimension p est défini à l'aide d'un point et d'un sous-espace vectoriel de dimension p appelé direction de l'espace affine. Deux sous-espaces affine de dimension p sont parallèles si et seulement s'ils ont le même sous-espace vectoriel comme direction. Deux sous-espaces affines parallèles sont disjoints ou confondus.
La relation de parallélisme reste une relation d'équivalence sur l'ensemble des sous-espaces affines de dimension p. Plus généralement, deux sous-espaces affines de dimensions respectives p et q, avec p < q, sont dits parallèles si la direction du premier est un sous-espace vectoriel de la direction du second (mais cette dernière relation n'est pas une relation d'équivalence).